# Gąski-Wąsosze
Gąski-Wąsosze is een plaats in het Poolse district Przasnyski, woiwodschap Mazovië. De plaats maakt deel uit van de gemeente Krzynowłoga Mała en telt 80 inwoners.